# Richard Boyle, 3.º Conde de Burlington
Richard Boyle, 3º conde de Burlington e 4º conde de Cork (25 de abril de 1694 - 3 ou 4 de dezembro de 1753) foi um arquiteto anglo-irlandês e nobre frequentemente chamado de "Apolo das Artes" e "Conde do arquiteto". Filho do segundo conde de Burlington e do terceiro conde de Cork, Burlington nunca teve mais do que um interesse passageiro pela política, apesar de sua posição como conselheiro particular e membro da Câmara dos Lordes britânica e da Câmara dos Lordes irlandesa.
Lord Burlington é lembrado por trazer a arquitetura palladiana para a Grã-Bretanha e Irlanda. Seus principais projetos incluem Burlington House, Westminster School, Chiswick House e Northwick Park.

## Projetos principais
- Burlington House, Piccadilly, Londres: a contribuição do próprio Lord Burlington para a casa provavelmente se restringiu à antiga colunata (demolida em 1868) do edifício. Um portal monumental de triagem para Piccadilly foi construído e os principais interiores da casa foram reconstruídos com características típicas de Palladilly. Em Londres, Burlington ofereceu projetos para características em várias residências aristocráticas independentes, nenhuma das quais sobreviveu: Queensbury House em Burlington Gardens (um portal); Warwick House, Warwick Street (interiores); Richmond House, Whitehall (o edifício principal).
- Tottenham House, Wiltshire, para seu cunhado, Charles Bruce, 3º conde de Ailesbury: Construída em 1721, executada pelo protegido de Lord Burlington, Henry Flitcroft (ampliada e remodelada desde então). Na casa original, os blocos do pavilhão de canto alto da Wilton House de Inigo Jones foram fornecidos com o motivo " janela Palladiana " para ser visto na Burlington House. Burlington, com um bom olho para efeitos de jardim, também projetou os edifícios ornamentais do parque (agora demolidos).
- Westminster School, o dormitório: construído entre 1722-1730 (alterado, bombardeado e restaurado), a primeira obra pública de Lord Burlington, para a qual Sir Christopher Wren forneceu um projeto que foi rejeitado em favor de Burlington, exibido como um triunfo para os Palladianos e um sinal de mudança no gosto inglês.
- Old Burlington Street, Londres: Casas, incluindo uma para o General Wade, que foi construída em 1723 (demolida). A casa do general Wade representou a fachada genuína de Palladio na coleção de desenhos de Lord Burlington.
- Waldershare Park, Kent, a Torre Belvedere: Construída entre 1725-27. Um projeto para um jardim atraente que poderia ter sido atribuído a Colen Campbell se não fosse por uma planta encontrada entre os desenhos de Lord Burlington em Chatsworth House.
- Chiswick House Villa, Middlesex: A " Casina " nos jardins, construída em 1717, foi o primeiro ensaio de Lord Burlington. A villa, construída entre 1727 e 1729, é considerada o melhor exemplo remanescente da arquitetura Neo-Palladain em Londres e uma das joias da arquitetura europeia do século XVIII. Uma tentativa feita por Burlington de criar uma villa romana situada em um jardim romano simbólico.  Ele construiu a villa com espaço suficiente para abrigar sua coleção de arte, considerada como contendo "alguns dos melhores quadros da Europa",  e seus móveis mais selecionados, alguns dos quais foram adquiridos em seu primeiro Grand Tour da Europa em 1714.
- Sevenoaks School, School House: Construída em 1730. A escola retrata um trabalho clássico de Palladian, encomendado pelo amigo de Lord Burlington, Elijah Fenton.
- The York Assembly Rooms: Construído entre 1731-32 (fachada remodelada). No espaço semelhante a uma basílica, Lord Burlington tentou uma reconstrução arqueológica "com exatidão doutrinária" (Colvin 1995) do "Salão Egípcio" descrito por Vitruvius, como havia sido interpretado no Quattro Libri de Palladio. O resultado foi um dos maiores espaços públicos paladianos.
- Castle Hill, Devonshire.
- Northwick Park, Gloucestershire.
- Kirby Hall, Yorkshire (uma elevação).

## Galeria de obras arquitetônicas

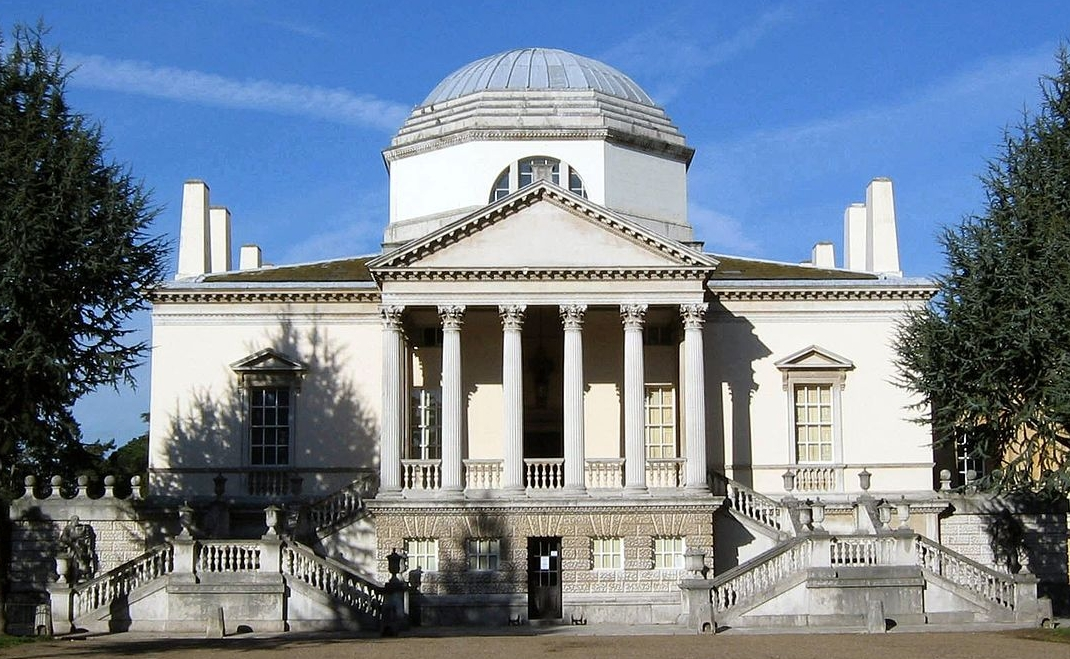
Frente de entrada da Chiswick House
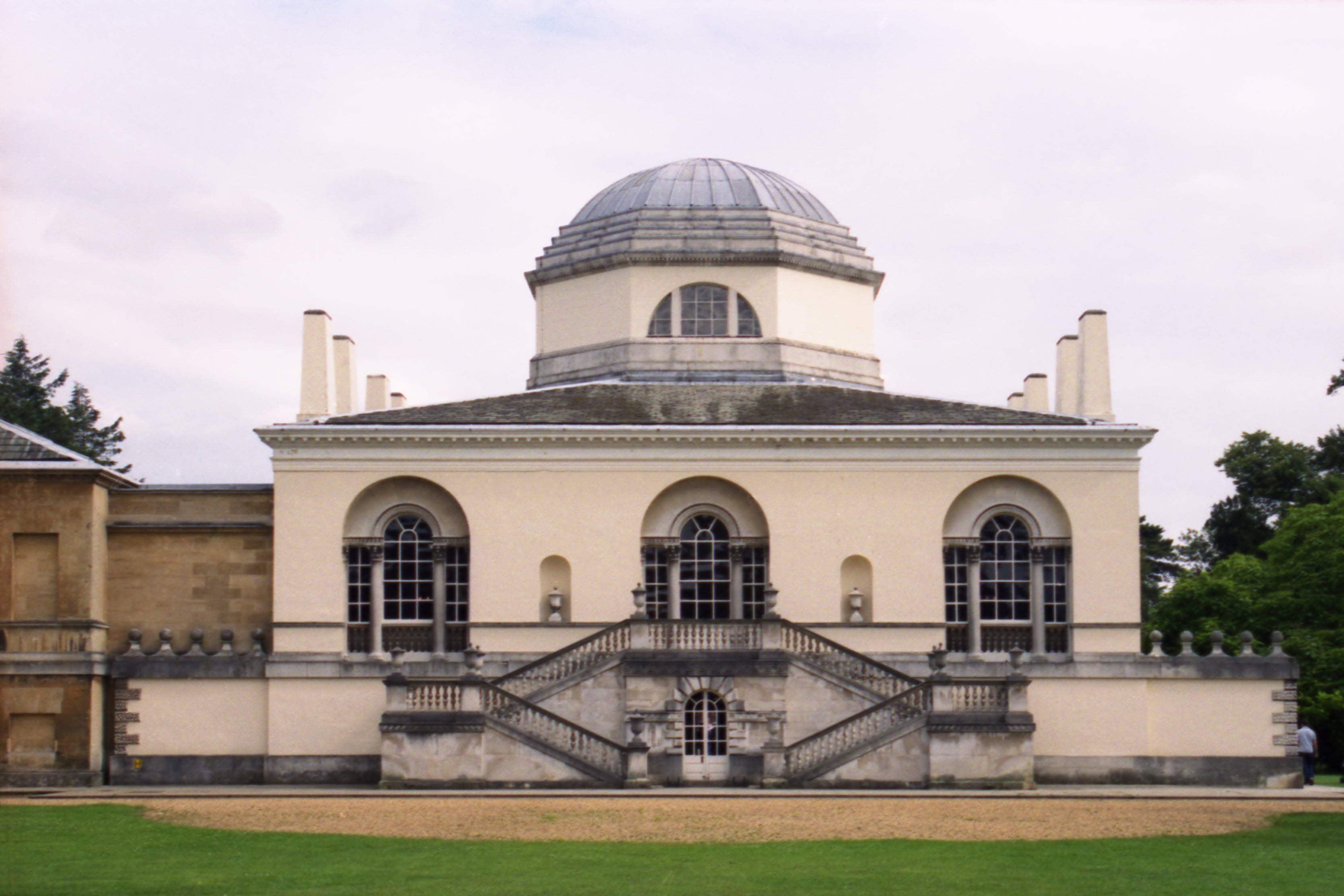
Frente Jardim Chiswick House
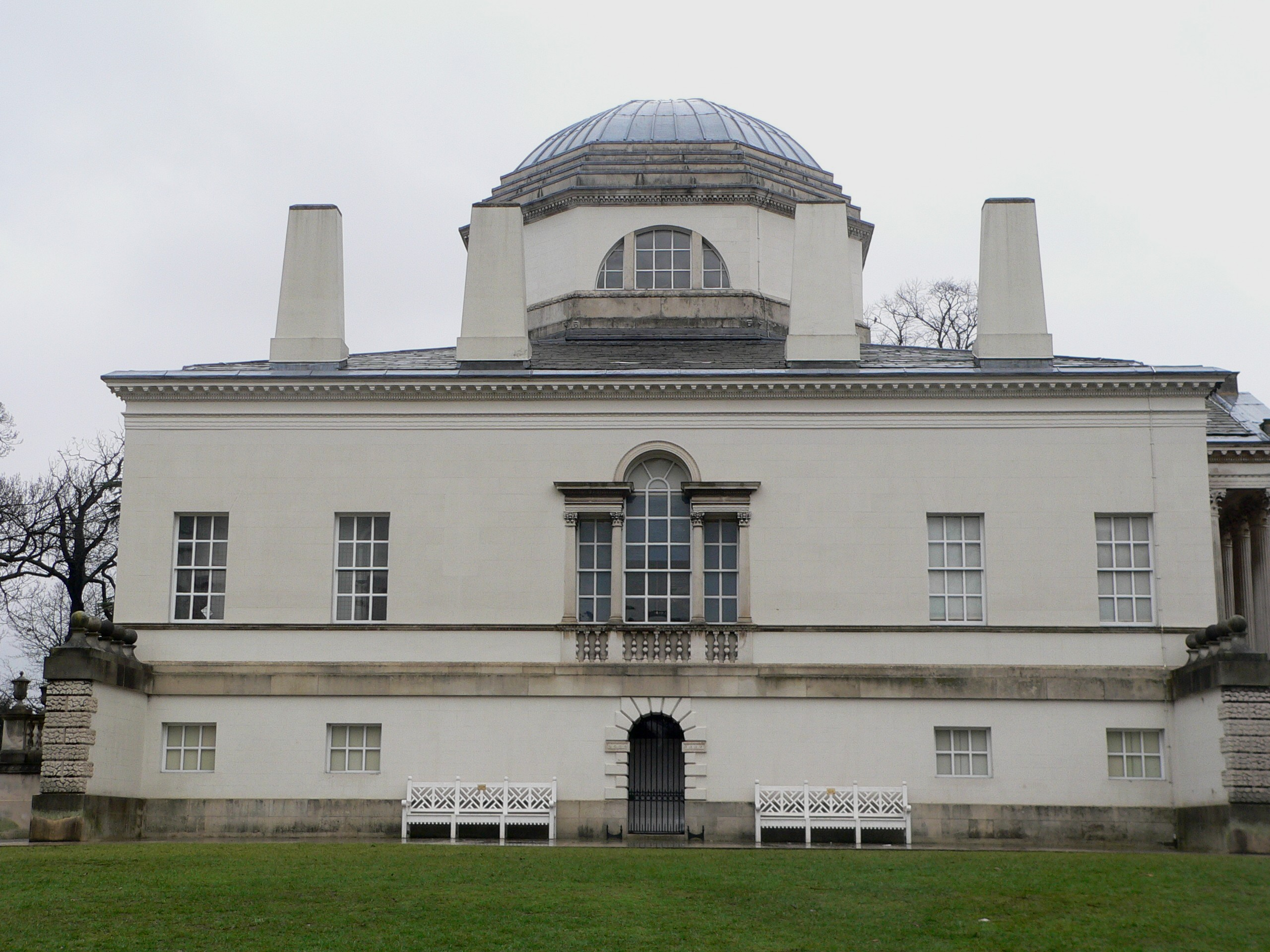
Vista do sudoeste da Chiswick House
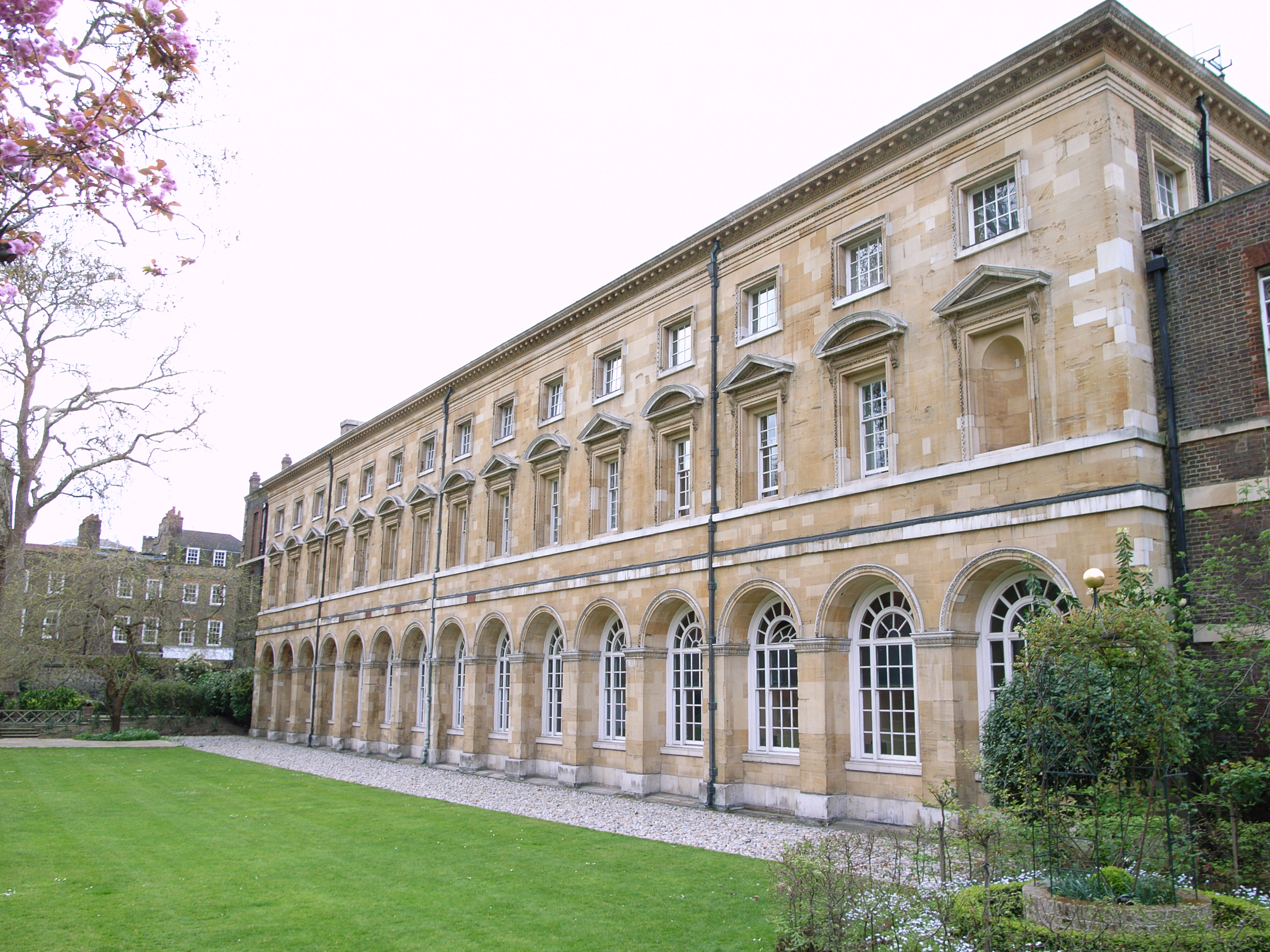
Westminster School Dormitory
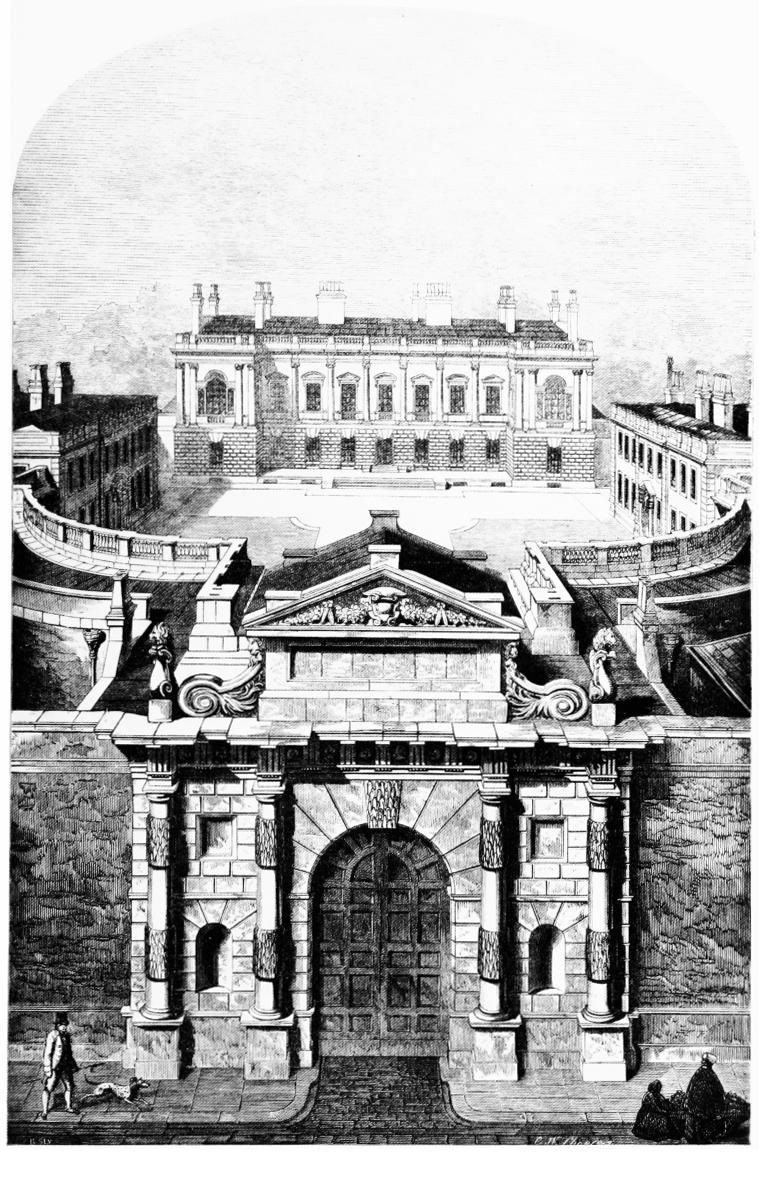
Burlington House
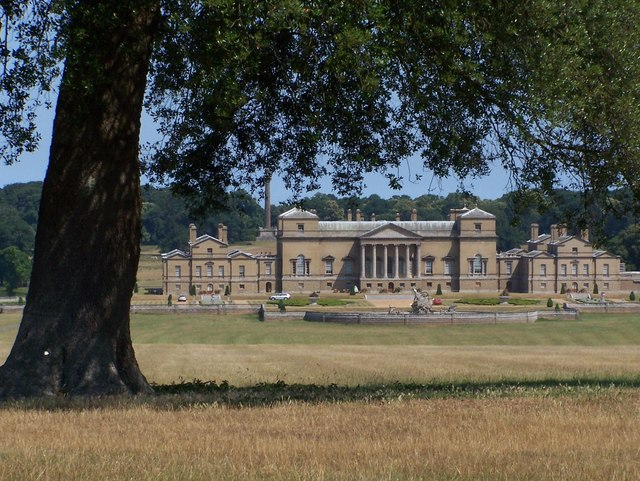
Holkham Hall
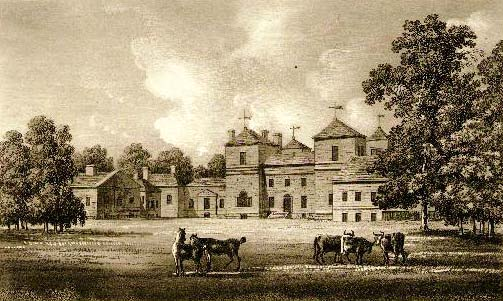
Tottenham House